# Nora Buzalka

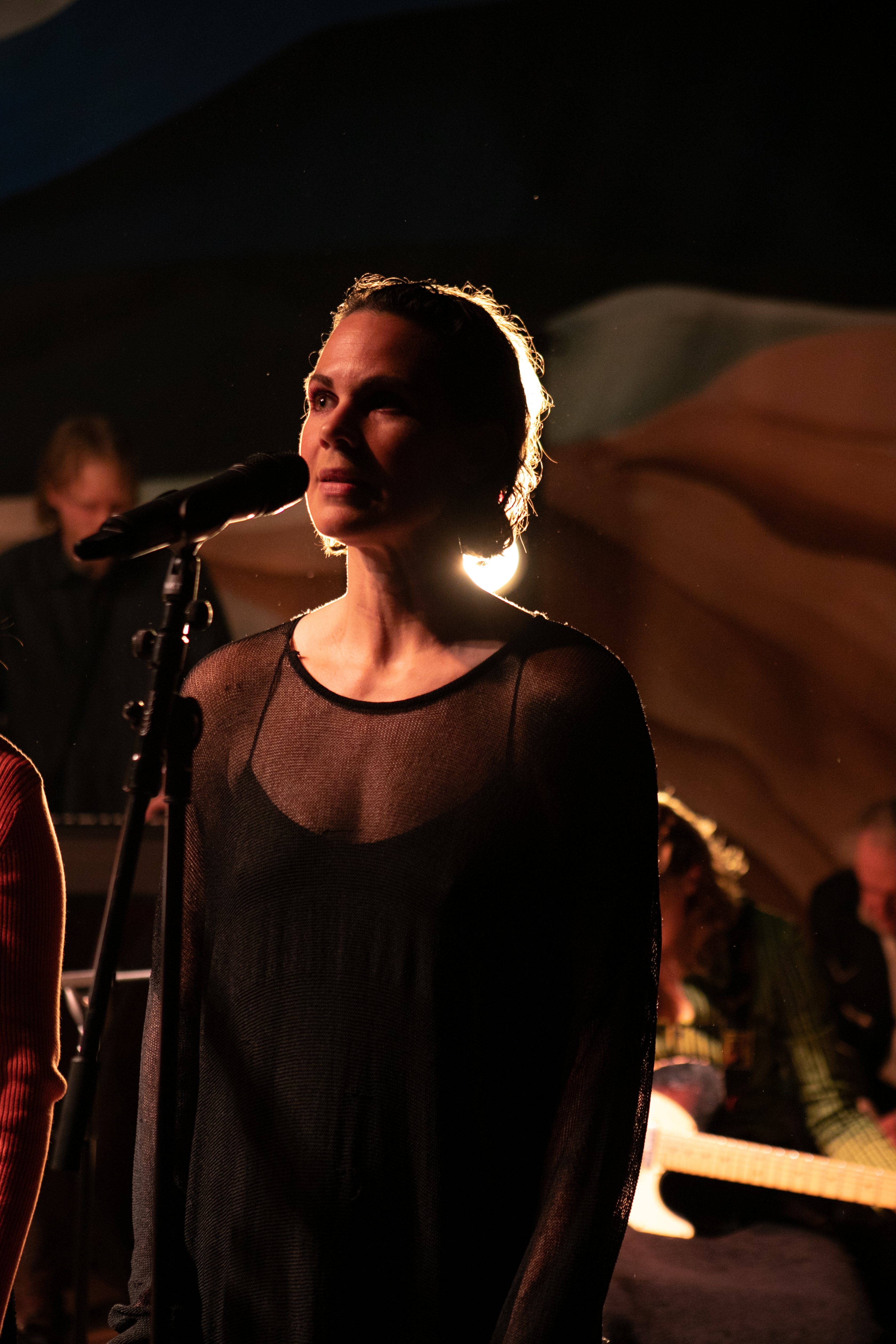
Nora Buzalka, Münchner Kammerspiele, 2022

Nora Buzalka (* 26. Februar 1982 in Berlin) ist eine deutsche Schauspielerin.

## Leben
Buzalka wuchs als Kind ungarischer Eltern zweisprachig auf. Ihre Kindheit verbrachte sie in Berlin und Budapest.
Von 2004 bis 2008 studierte sie Schauspiel an der Otto-Falckenberg-Schule in München und sammelte dort erste Bühnenerfahrung an den Münchener Kammerspielen. Im Anschluss war sie bis 2012 am Theater Oberhausen engagiert, wo sie unter anderem mit Peter Carp, Andriy Zholdak und Kornél Mundruczó zusammenarbeitete. Für ihre Interpretation der Marie in Tom Waits’ Oper Woyzeck erhielt sie den Förderpreis des Oberhausener Theaterpreises. Am Theater Oberhausen begann auch ihre langjährige Zusammenarbeit mit dem Regisseur Herbert Fritsch. Mit Fritschs Inszenierung von Ibsens Nora wurde Buzalka 2011 zum Berliner Theatertreffen eingeladen.
Nach einem Engagement am Theater Bonn (Kasimir und Karoline) arbeitete Buzalka 2013 bis 2014 an der Berliner Volksbühne und war zu sehen in Fritschs Inszenierungen Frau Luna und Ohne Titel Nr. 1. Mit der Oper Ohne Titel Nr. 1 wurde sie 2014 erneut zum Berliner Theatertreffen eingeladen.
Mit Beginn der Spielzeit 2014/15 gehörte Buzalka zum Ensemble des Münchener Residenztheaters. Dort arbeitete sie unter anderem erneut mit Herbert Fritsch (Trilogie der Sommerfrische), mit Martin Kušej (Wer hat Angst vor Virginia Woolf?) und Frank Castorf (Die Abenteuer des guten Soldaten Švejk im Weltkrieg, Don Juan). Mit Ulrich Rasches Inszenierung von Schillers Die Räuber wurde Buzalka 2017 das dritte Mal zum Berliner Theatertreffen eingeladen.
Mit der Saison 2019/20 wechselte Buzalka von München ins Ensemble des Burgtheaters nach Wien. Außerdem wirkte sie mit Beginn der Spielzeit 2020/21 als Gast am Theater Freiburg in der Produktion Sieben Todsünden/Motherland mit.
Seit Beginn des Jahres 2024 ist Nora Buzalka festes Ensemblemitglied am Theater Magdeburg. Dort arbeitet sie unter anderem mit Charly Hübner zusammen und spielt die Rolle des Pierre in Roland Schimmelpfennigs  Roman Krieg und Frieden nach Lew Nikolajewitsch Tolstoi.

## Theater (Auswahl)
- 2008: Down Understanding, Münchener Kammerspiele (Regie: Schorsch Kamerun)
- 2008: Der Wolf ist tot nach Grimm, Münchener Kammerspiele (Regie: Stefan Otteni)
- 2008: Woyzeck – Eine Oper nach Tom Waits, Theater Oberhausen (Regie: Joan Anton Rechi)
- 2009: Beute, Theater Oberhausen (Regie: Herbert Fritsch)
- 2009: Pferd frisst Hut, Theater Oberhausen (Regie: Herbert Fritsch)
- 2010: Abseitsfalle, Theater Oberhausen (Regie: Schorsch Kamerun)
- 2011: Der Idiot, Theater Oberhausen (Regie: Andriy Zholdak)
- 2011: Carmen, Theater Oberhausen (Regie: Joan Anton Rechi)
- 2011: Drei Schwestern, Theater Oberhausen (Regie: Peter Carp)
- 2011: Nora, Theater Oberhausen (Regie: Herbert Fritsch)
- 2011: Emilia Galotti, Theater Oberhausen (Regie: Herbert Fritsch)
- 2012: Frühlingserwachen, Theater Oberhausen (Regie: Karsten Dahlem)
- 2012: Schöne Tage, Theater Oberhausen (Regie: Kornél Mundruczó)
- 2012: Kasimir und Karoline, Theater Bonn (Regie: Michael Lippold)
- 2013: Frau Luna, Volksbühne Berlin (Regie: Herbert Fritsch)
- 2014: Ohne Titel Nr. 1, Volksbühne Berlin (Regie: Herbert Fritsch)
- 2014: Trilogie der Sommerfrische, Residenztheater München (Regie: Herbert Fritsch)
- 2014: Wer hat Angst vor Virginia Woolf?, Residenztheater München (Regie: Martin Kušej)
- 2014: Der Stein, Residenztheater München (Regie: Sarantos Zervoulakos)
- 2015: Torquato Tasso, Residenztheater München (Regie: Philipp Preuss)
- 2015: ICH ICH ICH, Residenztheater München (Regie: Martin Kušej)
- 2015: frei willig arbeiten, Residenztheater München (Regie: Anna Zirner)
- 2015: Das goldene Vlies[9], Residenztheater München (Regie: Anne Lenk)
- 2016: Geächtet[10], Residenztheater München (Regie: Antoine Uitdehaag)
- 2016: Die Abenteuer des guten Soldaten Svejk im Weltkrieg, Residenztheater München (Regie: Frank Castorf)
- 2016: Die Räuber[11], Residenztheater München (Regie: Ulrich Rasche)
- 2016: Der Schweinestall[12], Residenztheater München (Regie: Ivica Buljan)
- 2017: In einem Jahr mit 13 Monden[13], Residenztheater München (Regie: Aureliusz Śmigiel)
- 2017: Mauser[14], Residenztheater München (Regie: Oliver Frljić)
- 2017: Tartuffe[15], Residenztheater München (Regie: Mateja Koležnik)
- 2017: Das Schlangenei[16], Residenztheater München (Regie: Anne Lenk)
- 2018: Am Kältepol – Erzählungen aus dem Gulag[17], nach Erzählungen aus Kolyma von Warlam Tichonowitsch Schalamow, Cuvilliés-Theater München (Regie: Timofei Alexandrowitsch Kuljabin)
- 2018: Don Juan[18], Residenztheater München (Regie: Frank Castorf)
- 2018: Der nackte Wahnsinn[19], Residenztheater München (Regie: Martin Kušej)
- 2018: Victory Condition[20], Residenztheater München (Regie: Chris Thorpe)
- 2019: Wer hat Angst vor Virginia Woolf?[21], Burgtheater Wien (Regie: Martin Kušej)
- 2020: Die sieben Todsünden & Motherland, Theater Freiburg (Regie: Kornél Mundruczó)
- 2022: Früchte des Zorns, Münchner Kammerspiele (Regie: Elisa Emmert)
- 2022: Boss/y – Ein feministischer Leaderabend[22], Theater Freiburg (Regie: Flinn Works)
- 2023: König Lear[23], Bad Hersfelder Festspiele (Regie: Tina Lanik)
- 2024: Hojotoho! Hojotoho! Heiaha![24], Theater Magdeburg (Regie: Julien Chavaz)
- 2024: Kleinstadtnovelle, Theater Magdeburg (Regie: Florian Fischer)
- 2025: Krieg und Frieden[25], Theater Magdeburg (Regie: Charly Hübner)

## Filmografie
- 2016: Dinky Sinky[26], (Kinofilm, Regie: Mareille Klein)
- 2018: Heimat Europa[27] (Kurzfilm, Regie: Isabel Jansson)
- 2021: Alles Ok (Ausbildungsproduktion HFF München, Regie: Fanny Rösch)
- 2022: Tatort: Hackl (Regie: Katharina Bischof)
- 2024: Ostfrieslandkrimis (Fernsehreihe, Folge Ostfriesennacht, Regie: Johannes Fabrick)

## Auszeichnungen (Auswahl)
- 2010: Förderpreis des Oberhausener Theaterpreises
- 2017: Kurt-Meisel-Preis (Förderpreis)